# Amico d'Arsoli
Amico d'Arsoli (né v. 1500 à Arsoli, dans le val d'Aniene, dans l'actuelle région du Latium, alors dans lers États pontificaux et mort le 3 août 1530 à Gavinana, près de Pistoia) était un notable d'Arsoli et un condottiere au service de la République florentine. Sa ville natale lui a dédié une place.

## Biographie
Amico d'Arsoli était un condottiere italien qui s'illustra dans la Guerre de la Ligue de Cognac qui mit aux prises le roi François Ier et l'empereur Charles Quint pour la suprématie dans la péninsule. Alors qu'il combattait au service du pape Clément VII (alias Jules de Médicis, 1523 - 1534), lors d'une bataille près de Magliano de' Marsi, il provoqua en combat singulier Scipione Colonna et le tua. 
Le 17 février 1528, accompagnant l'abbé de Farfa, il pénétra dans Rome et surprit les derniers lansquenets  qui s'étaient attardés après le sac de 1527 et les massacra jusqu'au dernier. 
En 1530 il se mit au service de la République florentine. Le 3 août de cette même année il prit part à la fameuse bataille de Gavinana, qui vit la défaite de Francesco Ferrucci face au prince d'Orange, la chute de Florence et la fin de la république. Marzio Colonna, qui combattait dans l'armée de Charles Quint, racheta pour six mille ducats Amico d'Arsoli, qui avait été fait prisonnier, et le tua pour venger la mort de son cousin Scipione, tué en duel trois ans auparavant.
Tous les ans au mois de juin parade dans Arsoli le Palio dell'Amico, un cortège en costumes d'époque comportant  gonfaloniers, archers et bretteurs.